# Synanthedon hector
Synanthedon hector is een vlinder uit de familie wespvlinders (Sesiidae), onderfamilie Sesiinae.
Synanthedon hector is voor het eerst wetenschappelijk beschreven door Butler in 1878. De soort komt voor in het Palearctisch gebied.